# Finnvox Studios
I Finnvox Studios sono studi di registrazione, situati a Helsinki, Finlandia. Fondati nel 1965, sono lo studio di registrazione finlandese da più tempo in attività.
Gli strumenti di registrazione multitraccia originali, così come i frequenti aggiornamenti tecnologici su strumentazione e acustica delle sale, hanno reso i Finnvox Studios lo studio più ricercato del paese. Fino agli anni 90 i Finnvox Studios offrirono anche servizio di mastering e stampa di vinili.
In anni recenti i Finnvox Studios sono diventati un punto di riferimento in ambito metal. Band di primissimo piano come Sonata Arctica, Nightwish, Finntroll, HIM, Moonsorrow, Apocalyptica, Masterplan e molti altri hanno usufruito dei servizi di registrazione, missaggio e mastering degli studi.
In particolare il tecnico Mika Jussila può vantare collaborazioni a livello di mastering in oltre 1400 produzioni.